# 拉凯莱·布鲁尼
拉凯莱·布鲁尼（義大利語：Rachele Bruni，1990年11月4日—）生于佛罗伦萨，是一名意大利女子游泳运动员，主攻公开水域游泳。2016年8月，布鲁尼参加了在巴西里约热内卢举办的第31届夏季奥运，在女子10公里公开水域比赛的最后阶段，她和法国选手奥雷莉·米勒展开激烈竞争，最终她以1小时56分49秒5的成绩第三个到达终点，比赛录像显示，米勒在和布鲁尼几乎同时到达终点时将布鲁尼按入水中，结果米勒的成绩被取消，布鲁尼获得银牌。赛后布鲁尼称要将这枚银牌献给自己的女友。